# Pollyanna Teresa Cirilo Gomes
Pollyanna Teresa Cirilo Gomes (Brasilia, 1983) es una farmacéutica, botánica, curadora, y profesora brasileña, que desarrolla, desde 2010, actividades académicas y científicas en el Departamento de Biología, Universidad de Brasilia, y es miembro del grupo de investigación de Mejora citogenética de mandioca.

## Biografía
En 2008, obtuvo la licenciatura en Ciencias Farmacéuticas por la Universidad de Brasilia (UNB), y posee una maestría en Nutrición Humana (UNB), en línea de la bioquímica nutricional. Es especialista en Vigilancia de la Salud por la Universidad Católica de Goiás (PUC-GO). Cuenta con experiencia en las siguientes áreas: mejoramiento genético vegetal, recursos genéticos, cuantificación de nutrientes, control de calidad de medicamentos, regulación sanitaria, salud pública y epidemiología.
En 2010, realizó y obtuvo la diplomatura en "especialización en Vigilancia Sanitaria sobre liberaciones comerciales de plantas modificadas genéticamente: visión general de Brasil, Estados Unidos y la Unión Europea en el período 2005-2009", por la Pontificia Universidad Católica de Goiás Archivado el 24 de enero de 1998 en Wayback Machine..

## Algunas publicaciones
- GOMES, P.T.C. ; NASSAR, N.M.A. 2013. Cassava interspecific hybrids with increased protein content and improved amino acid profiles. Genetics and Molecular Research 12: 1214-1222

- NASSAR, N.M.A. ; GOMES, Pollyanna Teresa Cirilo ; BOMFIM, N. ; CHAIB, A. ; ABREU, L.F.A. 2010. Compatibility of interspecific Manihot crosses presaged by protein electrophoresis. Genetics and Molecular Research 9: 107-112

- NASSAR, N. M. A. ; BARBOSA, I. S. ; HARIDASSAN, M. ; ORTIZ, R. ; GOMES, P. T. C. 2010. Cassava (Manihot esculenta Crantz) genetic resources: a case of high iron and zinc. Genetic Resources and Crop Evolution 57: 287-291

- NASSAR, N. M. A. ; RIBEIRO, D. G. ; BOMFIM, N. N. ; GOMES, P. T. C. 2010. Manihot fortalezensis Nassar, Ribeiro, Bomfim et Gomes a new species of Manihot from Ceará, Brazil. Genetic Resources and Crop Evolution 1-5

- NASSAR, N.M.A. ; GOMES, P.T.C. ; CHAIB, A. ; BOMFIM, N. ; COLLEVATTI, R. G ; BATISTA, R. C. D. 2009. Cytogenetic and molecular analysis of an apomictic cassava hybrid and its progeny. Genetics and Molecular Research 8: 1323-1330

- NASSAR, N. M. A. ; DANIELLE, H. ; GOMES, P. T. C. 2008. Predicting Manihot species compatibility by molecular analysis. Gene Conserve 7: 460-466

### En Congresos
- GOMES, P.T.C. ; ABREU, L.F.A.; HARIDASAN, M.; NASSAR, N.M.A. 2010. MANIHOT ZENHTNERI ULE. (MANIHOT: EUPHORBIACEAE): A IRMÃ DA MANDIOCA RICA EM FERRO E ZINCO. 61.º Congresso Nacional de Botânica.
- TEIXIEIRA, D.C ; FERNANDES, G.S ; VASCONCELOS, I.M. ; NASSAR, N. M. A. 2009. Quantificação de Proteína Total em Raízes de Mandioca Melhorada Genéticamente. En: Simpósio Latino Americano de Ciência de Alimentos, Campinas. Simpósio Latino Americano de Ciência de Alimentos

- SANT'ANA, I. S.; FERNANDES, S. D. C.; CHAVES, B. E.; GOMES, P.T.C.; PAIVA, J.G.A.; AMARAL, L.I.V. 2011. VARIAÇÕES DIURNAS NO TEOR DE CARBOIDRATOS EM TECIDOS FOLIARES DE PTERIDÓFITAS E ANGIOSPERMAS: IMPLICAÇÕES EVOLUTIVAS. 63.ª Reunión Anual de la SBPC.

## Honores

### Premios
- 2002: mejor logomarca de Curso de Farmacia, Universidad Paulista[5]

### Membresías
- Sociedad Botánica de Brasil[6]

### Editora asociada[5]
- Brasil. Ministério da Saúde. Secretaria de Vigilância em Saúde. 2014. Guia de Vigilância em Saúde. Brasília: Ministério da Saúde, 812 pp. ISBN 978-85-334-2179-0